# Крозби (Северна Дакота)
Крозби (енгл. Crosby) град је у америчкој савезној држави Северна Дакота.

## Демографија
По попису из 2010. године број становника је 1.070, што је 19 (-1,7%) становника мање него 2000. године.
| Група             | 2000.         | 2010.         |
| Белци             | 1.064 (97,7%) | 1.033 (96,5%) |
| Афроамериканци    | 0 (0,0%)      | 3 (0,3%)      |
| Азијати           | 11 (1,0%)     | 3 (0,3%)      |
| Хиспаноамериканци | 9 (0,8%)      | 20 (1,9%)     |
| Укупно            | 1.089         | 1.070         |